# Carpo Corona
La Carpo Corona è una struttura geologica della superficie di Venere.